# Kim Hwang-sik
Kim Hwang-sik (김황식, nascido em 9 de agosto de 1948) é um advogado e político sul-coreano. Ele tornou-se o Primeiro Ministro da Coreia do Sul em 1 de outubro de 2010.